# Potters Bar
Potters Bar is een plaats in het bestuurlijke gebied Hertsmere, in het Engelse graafschap Hertfordshire. De plaats telt 21.638 inwoners.  Voor 1965 lag Potters Bar in Middlesex.

## Geboren
- Terry Lightfoot (1935-2013), Britse jazz-klarinettist, -saxofonist en bandleider
- Storm Thorgerson (1944-2013), kunstenaar, tekenaar en mede-oprichter van de kunstdesignstudio Hipgnosis
- Michael Perham (1992), Britse zeezeiler